# Kanton Raon-l'Étape
Kanton Raon-l'Étape (fr. Canton de Raon-l'Étape) je francouzský kanton v departementu Vosges v regionu Grand Est. Skládá se ze 40 obcí. Před reformou kantonů 2014 ho tvořilo devět obcí.

## Obce kantonu
od roku 2015:
| - Allarmont - Anglemont - Ban-de-Sapt - Bazien - Belval - Brû - Celles-sur-Plaine - Châtas - Denipaire - Domptail - Doncières - Étival-Clairefontaine - Grandrupt - Hurbache - Luvigny - Ménarmont - Ménil-de-Senones - Ménil-sur-Belvitte - Le Mont - Moussey | - Moyenmoutier - Nompatelize - Nossoncourt - La Petite-Raon - Le Puid - Raon-l'Étape - Raon-sur-Plaine - Roville-aux-Chênes - Saint-Benoît-la-Chipotte - Saint-Jean-d'Ormont - Saint-Pierremont - Saint-Remy - Saint-Stail - Sainte-Barbe - Le Saulcy - Senones - Le Vermont - Vexaincourt - Vieux-Moulin - Xaffévillers |

před rokem 2015:
- Allarmont
- Celles-sur-Plaine
- Étival-Clairefontaine
- Luvigny
- Nompatelize
- Raon-l'Étape
- Raon-sur-Plaine
- Saint-Remy
- Vexaincourt